# Фридрихштрассе (станция)
|  |  |

|  |  |

|  |  |

|  |  |

|  |  |

|  |  |

|  |  |

|  |  |

|  |  |

|  |  |

|  |  |

|  |  |

|  |  |

|  |  |

|  |  |

Вокзал Берлин-Фридрихштрассе (нем. Bahnhof Berlin Friedrichstraße) — железнодорожная станция и важный транспортный узел Берлина. Он расположен на Фридрихштрассе. Под станцией находится станция скоростной железной дороги Фридрихштрассе. Вокзал находится в районе Берлина Митте.
В разделённом Берлине вокзал был одним из самых важных контрольно-пропускных пунктов на границе между Западным и Восточным Берлином.
Благодаря расположению и близости к таким достопримечательностям, Бранденбургские ворота и Рейхстаг, вокзал является излюбленным местом туристов. Также, это главный узел регионального сообщения в Берлине. 

## Расширения и перепланировка
Из-за большого количества транспорта, проходивших через станцию еще до Первой мировой войны, в 1914 году было начато расширение станции. На северной стороне была построена новая, слегка приподнятая платформа для скоростной железной дороги, а существующие платформы были немного сужены, оставив одну платформу для скоростной железной дороги и две платформы для поездов дальнего следования. 